# Copa Interclubes de la Uncaf 2002
La Copa Interclubes UNCAF 2002 fue la 21.ª edición de este torneo de fútbol a nivel de clubes de América Central organizado por la UNCAF y que contó con la participación de 12 equipo de la región, 4 equipos más que en la edición anterior. En esta edición no se le permitió la participación a los equipos de Belice porque éstos abandonaron la liga y se opusieron a la Federación de Fútbol de Belice.
La LD Alajuelense de Costa Rica fue el campeón del torneo tras ser el club que sumara más puntos en la fase final disputada en Alajuela, Costa Rica para ganar el título por segunda ocasión, mientras que el campeón de la edición anterior, el CSD Municipal de Guatemala, fue eliminado en la primera ronda.

## Participantes
| - Alajuelense - Santos - Alianza - FAS | - Comunicaciones - Municipal - Marathón - Motagua | - Jalapa - San Marcos - Árabe Unido - Tauro |

## Primera Ronda

### Grupo A
| Equipo      | PJ | PG | PE | PP | GF | GC | Dif. | Pts. |
| ----------- | -- | -- | -- | -- | -- | -- | ---- | ---- |
| Árabe Unido | 3  | 2  | 0  | 1  | 21 | 1  | +20  | 6    |
| FAS         | 3  | 2  | 0  | 1  | 19 | 3  | +16  | 6    |
| Alianza     | 3  | 2  | 0  | 1  | 6  | 3  | +3   | 6    |
| Jalapa      | 3  | 0  | 0  | 3  | 1  | 40 | -39  | 0    |

| 9 de octubre de 2002 | FAS | 0:2 (0:0) | Árabe Unido               | Estadio Cuscatlán, San Salvador |  |
|                      |     |           | Torres 90' · Cerezo 90+2' |                                 |  |

| 9 de octubre de 2002 | Alianza                                 | 4:1 (2:0) | Jalapa     | Estadio Cuscatlán, San Salvador |  |
|                      | Montes 2' 13' · Martínez 80' · Sosa 87' |           | Róchez 73' |                                 |  |

| 11 de octubre de 2002 | FAS | 19:0 (9:0) | Jalapa | Estadio Cuscatlán, San Salvador |  |
|                       | Velásquez 4' · de la Cruz 6' 11' 25' 87' · Álvarez 17' · Corella 24' 35' 39' · Góchez 31' · Reyes 53' 62' 81' 88' · Murgas 65' (pen.) · Panameño 70' · Gómez 78' |            |        |                                 |  |

| 11 de octubre de 2002 | Árabe Unido | 0:1 (0:0) | Alianza      | Estadio Cuscatlán, San Salvador |  |
|                       |             |           | Martínez 71' |                                 |  |

| 13 de octubre de 2002 | Jalapa | 1:17 (0:9) | Árabe Unido | Estadio Cuscatlán, San Salvador |  |
|                       |        |            | Pérez 1' 40' 87' · Anderson 8' 42' 49' 64' · Cevallos 11' 13' 29' 56' · Alvarenga 35' · Salinas 37' 84' · Medina 58' · Barrera 76' 83' · García 88' 89' |                                 |  |

| 13 de octubre de 2002 | Alianza    | 1:2 (1:0) | FAS                           | Estadio Cuscatlán, San Salvador |  |
|                       | Montes 36' |           | Rodríguez 70' · Velásquez 89' |                                 |  |

### Grupo B
| Equipo         | PJ | PG | PE | PP | GF | GC | Dif. | Pts. |
| -------------- | -- | -- | -- | -- | -- | -- | ---- | ---- |
| Comunicaciones | 3  | 2  | 0  | 1  | 10 | 4  | +6   | 6    |
| Municipal      | 3  | 2  | 0  | 1  | 9  | 3  | +6   | 6    |
| Santos         | 3  | 2  | 0  | 1  | 4  | 4  | 0    | 6    |
| San Marcos     | 3  | 0  | 0  | 3  | 0  | 12 | -12  | 0    |

| 23 de octubre de 2002 | Municipal                                            | 4:0 (1:0) | San Marcos | Estadio Mateo Flores, Ciudad de Guatemala |  |
|                       | Zorrilla 5' · Acevedo 67' · Plata 82' · Castillo 88' |           |            |                                           |  |

| 23 de octubre de 2002 | Comunicaciones                 | 3:0 (3:0) | Santos | Estadio Mateo Flores, Ciudad de Guatemala |  |
|                       | Valencia 11' 37' · Fonseca 15' |           |        |                                           |  |

| 25 de octubre de 2002 | Municipal         | 1:2 (1:0) | Santos                       | Estadio Mateo Flores, Ciudad de Guatemala |  |
|                       | Herron 35' (a.g.) |           | Alfaro 69' · Bennedsen 90+3' |                                           |  |

| 25 de octubre de 2002 | Comunicaciones                                                     | 6:0 (3:0) | San Marcos | Estadio Mateo Flores, Ciudad de Guatemala |  |
|                       | García 6' 10' · Gareca 45' · Alegría 51' · Rojas 64' · Estrada 87' |           |            |                                           |  |

| 27 de octubre de 2002 | Municipal                                        | 4:1 (2:0) | Comunicaciones      | Estadio Mateo Flores, Ciudad de Guatemala |  |
|                       | Acevedo 5' 71' · Plata 42' (pen.) · Figueroa 69' |           | González 60' (pen.) |                                           |  |

| 27 de octubre de 2002 | San Marcos | 0:2 (0:2) | Santos                      | Estadio Mateo Flores, Ciudad de Guatemala |  |
|                       |            |           | Mahoney 31' · Bennedsen 44' |                                           |  |

### Grupo C
| Equipo      | PJ | PG | PE | PP | GF | GC | Dif. | Pts. |
| ----------- | -- | -- | -- | -- | -- | -- | ---- | ---- |
| Alajuelense | 3  | 2  | 1  | 0  | 7  | 5  | +2   | 7    |
| Motagua     | 3  | 2  | 1  | 0  | 6  | 4  | +2   | 7    |
| Marathón    | 3  | 1  | 0  | 2  | 6  | 4  | +2   | 3    |
| Tauro       | 3  | 0  | 0  | 3  | 3  | 9  | -6   | 0    |

| 30 de octubre de 2002 | Marathón  | 1:2 (1:0) | Alajuelense                       | Estadio Nacional de Tegucigalpa, Tegucigalpa |  |
|                       | Scott 22' |           | Bryce 64' · Santamaría 86' (a.g.) |                                              |  |

| 30 de octubre de 2002 | Motagua         | 2:1 (2:0) | Tauro        | Estadio Nacional de Tegucigalpa, Tegucigalpa |  |
|                       | Oseguera 6' 38' |           | Cubillas 57' |                                              |  |

| 1 de noviembre de 2002 | Alajuelense                        | 3:2 (1:2) | Tauro         | Estadio Nacional de Tegucigalpa, Tegucigalpa |  |
|                        | Bryce 20' 82' · Delgado 47' (pen.) |           | Parra 22' 42' |                                              |  |

| 1 de noviembre de 2002 | Motagua        | 2:1 (1:1) | Marathón     | Estadio Nacional de Tegucigalpa, Tegucigalpa |  |
|                        | Pacini 38' 67' |           | Martínez 34' |                                              |  |

| 3 de noviembre de 2002 | Marathón                                             | 4:0 (1:0) | Tauro | Estadio Nacional de Tegucigalpa, Tegucigalpa |  |
|                        | López 38' · Martínez 79' · Sabillón 84' · Vargas 88' |           |       |                                              |  |

| 3 de noviembre de 2002 | Motagua                | 2:2 (0:1) | Alajuelense | Estadio Nacional de Tegucigalpa, Tegucigalpa |  |
|                        | Solís 54' · García 83' |           |             |                                              |  |

## Mejor Segundo
El mejor equipo de estos tres se determinó de la siguiente manera:
- Mayor número de puntos obtenidos en todos los partidos de grupo;
- Diferencia de goles en todos los partidos de grupo

| Equipo    | Grupo | Pts. | PJ | PG | PE | PP | GF | GC | Dif. |
| --------- | ----- | ---- | -- | -- | -- | -- | -- | -- | ---- |
| Motagua   | C     | 7    | 3  | 2  | 1  | 0  | 6  | 4  | +2   |
| FAS       | A     | 6    | 3  | 2  | 0  | 1  | 19 | 3  | +16  |
| Municipal | B     | 6    | 3  | 2  | 0  | 1  | 9  | 3  | +6   |

## Fase Final
| 18 de diciembre de 2002 | Árabe Unido            | 2:1 (1:1) | Motagua     | Estadio Alejandro Morera Soto, Alajuela |  |
|                         | Pérez 32' · Zapata 52' |           | Nolasco 13' |                                         |  |

| 18 de diciembre de 2002 | Alajuelense                                | 5:0 (2:0) | Comunicaciones | Estadio Alejandro Morera Soto, Alajuela |  |
|                         | Scott 7' 16' · Marín 58' · Rocella 80' 81' |           |                |                                         |  |

| 20 de diciembre de 2002 | Comunicaciones | 1:3 (0:2) | Motagua                              | Estadio Alejandro Morera Soto, Alajuela |  |
|                         | Estrada 89'    |           | Martínez 21' · Pavón 44' · Solís 90' |                                         |  |

| 20 de diciembre de 2002 | Alajuelense                               | 4:0 (2:0) | Árabe Unido | Estadio Alejandro Morera Soto, Alajuela |  |
|                         | Castro 23' 45' · Alpízar 60' · Cubero 80' |           |             |                                         |  |

| 22 de diciembre de 2002 | Árabe Unido | 1:0 (1:0) | Comunicaciones | Estadio Alejandro Morera Soto, Alajuela |  |
|                         | García 37'  |           |                |                                         |  |

| 22 de diciembre de 2002 | Alajuelense                            | 4:0 (1:0) | Motagua | Estadio Alejandro Morera Soto, Alajuela |  |
|                         | Scott 4' 71' · Alpízar 59' · Bryce 69' |           |         |                                         |  |

| Equipo         | PJ | PG | PE | PP | GF | GC | Dif. | Pts. |
| -------------- | -- | -- | -- | -- | -- | -- | ---- | ---- |
| Alajuelense    | 3  | 3  | 0  | 0  | 13 | 0  | +13  | 9    |
| Árabe Unido    | 3  | 2  | 0  | 1  | 3  | 5  | -2   | 6    |
| Motagua        | 3  | 1  | 0  | 2  | 4  | 7  | -3   | 3    |
| Comunicaciones | 3  | 0  | 0  | 3  | 1  | 9  | -8   | 0    |

## Clasificados
| Bandera de Costa Rica | Bandera de Panamá      | Bandera de Honduras  |
| Alajuelense           | Árabe Unido            | Motagua              |
| Campeón 2° Título     | Subcampeón             | Tercer puesto        |
| Bandera de Guatemala  | Bandera de El Salvador | Bandera de Guatemala |
| Comunicaciones        | FAS                    | Municipal            |
| Cuarto puesto         | Segundo del grupo A    | Segundo del grupo B  |